# Kim Gia Định phong cảnh vịnh
Kim Gia Định phong cảnh vịnh (còn có tên là Gia Định phong cảnh quốc âm ca vịnh) là một tác phẩm bằng thơ do Hai Đức (? - 1882?, không biết họ tên đầy đủ, hiệu là Tập Phước) ở Chợ Lớn làm ra, gồm 152 câu thơ lục bát, viết bằng chữ Nôm, không rõ năm sáng tác, chỉ phỏng đoán là có sau Hòa ước Nhâm Tuất (1862) trong lịch sử Việt Nam.

## Thông tin mở đầu
Bài vịnh này đã được học giả Trương Vĩnh Ký (viết tắt là Pétrus Ký) phiên âm từ chữ Nôm ra chữ quốc ngữ, rồi cho in trong quyển Saigon d’aujourd’hui (Nét đẹp Sài Gòn) do nhà hàng C.Guilland et Martion, Saigon, ấn hành năm 1882. Sau đây là lời giới thiệu của ông về tác giả và tác phẩm:
"Điệu vịnh nầy là của Hai Đức ở Chợ Lớn, hiệu là Tập Phước (mới mất năm nay) làm về địa cảnh đất Chợ Lớn, Bến Nghé đời bây giờ, kể từ Phú Lãng Sa lại cho tới nay, lập ra thế nào, khen khéo để sửa sang cho ra cảnh tốt, cho nên thú vui.
"Văn đặt thật tình, lời nói dễ hiểu; cũng nên in ra để đời cho người ta coi, cùng để lại người đời sau cho biết đời nay đất nầy là như vậy, hoặc sau sẽ ra tốt hơn nữa chăng? dẫu cuộc đổi dời cồn có hóa nên vực, vực có hóa nên cồn đi nữa, thì cũng hãy còn tích lại mà nhắc".
P.J.B. Trương Vĩnh Ký
Ngoài những thông tin trên, đến nay vẫn chưa tra đưược thân thế và sự nghiệp của tác giả Hai Đức.

## Tác phẩm (trích)
Dưới đây là một phần bài Kim Gia Định phong cảnh vịnh do Pétrus Ký phiên âm từ chữ Nôm ra chữ quốc ngữ. Nhận xét về hai văn bản, nhà nghiên cứu Nguyễn Đình Đầu viết: "Đến nay chưa thấy ai phân tích hay phê bình giữa hai bản Nôm và quốc ngữ.... Chúng ta có thể yên tâm về sự trung thực giữa hai văn bản đó"..
| Công dư đương lúc thảnh thơi, Nhìn trông phong cảnh đặt lời nôm na. Dở dang việc trước kể ra, Thấy tay những khách phương xa nghe cùng. Đổi dời là máy hóa công Mở đường tang hải kết vòng phiền hoa Vận trời năm thứ mười ba, Việt Nam cùng Phú Lãng Sa giao hòa. Riêng chia sáu tỉnh sơn hà: Định Tường, Gia Định, Biên Hòa, Vĩnh Long. An Giang tỉnh sắp vô trong, Đến Hà Tiên tỉnh giáp vòng Cao Mịên. Bãi binh hai chữ chiếu vàng, Sông êm Bến Nghé khói tan đầm Rồng. Hết ai xưng bá xưng hùng, Tháp Mười đồn phá, Gò Công lũy bằng. Lệnh trời một tiếng đã rằng, Hoàng triều đóng ấn, đình thần ký tên. Người giao người lãnh thuận tình, Mấy điều nghị ước đôi bên như lời. Quan quân rày đặng thảnh thơi, Lấp đàng hờn giận, kết người anh em. Muôn dân nệm ấm gối êm, Khỏi điều lưu lạc lại thêm sum vầy. Xưa Nam nay đã về Tây, Lang Sa nguơn soái một tay quờn hoành. Gồm coi thủy lục chư dinh, Một mình khiển tướng một mình đề binh. Ngồi trên cầm mực công bình, Sửa sang địa thế tập tành dân phong. Bình Dương với huyện Tân Long, Đặt làm thành phố chỗ trong chỗ ngoài. Sài Gòn Chợ Lớn chia hai, Tên thì có khác, đất thì cũng liên. Dưới sông tàu lửa đậu liền, Từ đồn Giao Khẩu sấp lên Bà Nghè. Thông lưu các nước bộn bề, Có tàu Đông Việt có ghe Bắc Kỳ. Bán buôn vật nọ hàng kia, Lao xao thương khách xiết gì là đông. Chiếc qua chiếc lại đầy sông, Mù mù khói tỏa, đùng đùng máy kêu. Những tàu đồng dát sắt neo, Càng nhìn tận mặt càng xiêu cả hồn. Sợ chi nghịch thủy nghịch phong. Dầu lòng chạy ngược dầu lòng chạy xuôi. | Dưới sông sự tích thảy rồi, Thôi thì trót thể thử coi trên bờ, Gia Tân nền trạm thuở xưa, Ngày nay có dựng cột cờ gần bên. Tư bề dây thép giăng lên, Lưu thông các thứ báo tin truyền lời. Đàng xa ba bốn ngày trời, Máy dây đi một khắc thời tới nơi, Chuyện trò mấy tiếng mấy lời, Hẵn hòi nào có vi sơ chút nào. Cánh chim bay hãy còn lâu, Máy nầy sức mạnh quá mau dư mười. Nhiều nơi cơ xảo khác đời, Gẫm điều nên lạ, gẫm điều nên hay. Những là máy để cưa cây, Máy xay lúa gạo, máy may áo quần. Máy đàng, máy tuyết lạ chừng, Dễ coi trước mặt, khó phân ra lời. Từ đây biết sức biết tài, Nhiều tay khôn khéo nhiều người giàu sang. Của kho xuất phát bạc vàng, Lập ra trại lính dinh quan thiếu gì. Có tòa Nguơn soái lạ kỳ, Đá xây làm cột sắt vây làm rào. Năm từng lầu rộng lại cao, Cờ treo trước cửa quân hầu ngoài sân. Rỡ ràng có chất có văn, Biết chừng nào tốt, biết chừng nào khen. Giá dư trăm vạn trăm ngàn, Công phu mà sợ bạc tiền mà kinh. ... Non sông lục tỉnh nước ta, Xưa là thế ấy, nay ra thế nầy. Tu bồi đã lắm công dày, Trên là Nguơn soái, dưới thì các quan. Cũng vì khéo tính khéo toan, Hai mươi năm đã rõ ràng cuộc vui. Gần đây trước mắt thấy rồi, Gởi lời hỏi với những người phương xa. Hẵn hòi sự thật kể ra, Dám đâu thêu dệt, dám là khoe khoang. Lời quê tiếng tục ngang tàng, Giải khuây có chút can tràng ngâm nga. |

## Sách tham khảo
- Trương Vĩnh Ký, "Kim Gia Định phong cảnh vịnh" in trong Tổng tập dư địa chí Việt Nam (tập 4), Nhà xuất bản Thanh Niên, 2011. Về chú thích, một phần dựa theo sách này, một phần tham khảo thêm các sách:
- Thanh Nghị, Việt Nam tân từ điển, Nhà xuất bản Thành phố Hồ Chí Minh, 1991.
- Vương Hồng Sển, Sài Gòn năm xưa. Nhà xuất bản Thành phố Hồ Chí Minh, 1991.
- Nguyễn Đình Đầu, Địa lý lịch sử Thành phố Hồ Chí Minh in trong Địa chí văn hóa Thành phố Hồ Chí Minh (tập 1). Nhà xuất bản Thành phố Hồ Chí Minh, 1987.